# Hương (Trung Quốc)
Hương (tiếng Hoa giản thể: 乡, tiếng Hoa phồn thể: 郷, bính âm: Xiāng) là một đơn vị hành chính của Trung Quốc. Hương là đơn vị hành chính cấp thấp nhất trong hệ thống đơn vị hành chính địa phương Cộng hòa Nhân dân Trung Hoa, cấp dưới của các cấp huyện và quận nó tương đương như một cấp xã tại Việt Nam nhưng không hề có các cấp ngành chính quyền gì như một xã tại Việt Nam mà chỉ đơn giản tương tự như một khu dân cư hay một bộ tộc tự quản, ngoài trừ Ủy ban Kế hoạch hóa gia đình (计划生育委员会) được trung ương sắp xếp chỉ đạo vì Trung Quốc là một nước có dân số đông nhất thế giới hơn một tỷ người, việc họ quan tâm đến kế hoạch hóa gia đình là điều tất yếu, trước năm 2015 chính phủ Trung Quốc còn có "chính sách một con" tưc là mỗi một cặp vợ chồng tại Trung Quốc chỉ được phép sinh một con mà thôi, nhưng sau năm 2015 chính sách này đã được nới lỏng và xóa bỏ, vì chính sách một con này gần như chỉ áp dụng và có tác dụng đối với các cán bộ công nhân viên chức mà thôi, còn người dân họ phản đối và vẫn tiếp tục sinh con với nhiều lý do khác nhau và còn nhiều bất cập khác nữa trong vấn đề một con này. Một hương về mặt Đảng Cộng sản Trung Quốc thì do bí thư chi bộ hương lãnh đạo, về mặt chính quyền thì do hương trưởng (乡长) lãnh đạo. Bí thư hương cùng với cấp ủy hương quyết định chủ trương. Thẩm phán chịu trách nhiệm điều hành các công việc hàng ngày của chính phủ và thực thi các chính sách do cấp ủy quyết định. Quan chức hương là quan chức cấp thấp nhất trong hệ thống cấp bậc công vụ; tuy nhiên, trên thực tế, bí thư đảng ủy và thẩm phán hương có thể tích lũy quyền lực cá nhân ở mức độ cao.
Chính quyền hương chịu trách nhiệm chính thức về phát triển kinh tế địa phương, quy hoạch, bảo trì đường địa phương, kế hoạch hóa gia đình, vệ sinh & y tế, thể thao và "các trách nhiệm khác do chính quyền cấp cao hơn xác định".
Tính đến ngày 31 tháng 12 năm 2019, Trung Quốc có tất cả 38.754 đơn vị hành chính cấp hương, trong đó có 1 khu trực thuộc huyện, 21.013 trấn, 8.101 hương, 153 tô mộc, 966 hương dân tộc, 1 tô mộc dân tộc và 8.519 nhai đạo. Còn số liệu cũ vào năm 1995 có 29.648 hương và 17.570 thị trấn (tổng cộng 47.218 đơn vị cấp hương) ở Trung Quốc bao gồm các lãnh thổ do Trung Hoa Dân Quốc nắm giữ và được CHND Trung Hoa tuyên bố chủ quyền.

## Danh sách
- Danh sách đơn vị hành chính cấp hương của An Huy
- Danh sách đơn vị hành chính cấp hương của Bắc Kinh
- Danh sách đơn vị hành chính cấp hương của Cam Túc
- Danh sách đơn vị hành chính cấp hương của Cát Lâm
- Danh sách đơn vị hành chính cấp hương của Chiết Giang
- Danh sách đơn vị hành chính cấp hương của Giang Tây
- Danh sách đơn vị hành chính cấp hương của Giang Tô
- Danh sách đơn vị hành chính cấp hương của Hà Bắc
- Danh sách đơn vị hành chính cấp hương của Hà Nam
- Danh sách đơn vị hành chính cấp hương của Hải Nam
- Danh sách đơn vị hành chính cấp hương của Hắc Long Giang
- Danh sách đơn vị hành chính cấp hương của Hồ Bắc
- Danh sách đơn vị hành chính cấp hương của Hồ Nam
- Danh sách đơn vị hành chính cấp hương của Liêu Ninh
- Danh sách đơn vị hành chính cấp hương của Ninh Hạ
- Danh sách đơn vị hành chính cấp hương của Nội Mông
- Danh sách đơn vị hành chính cấp hương của Phúc Kiến
- Danh sách đơn vị hành chính cấp hương của Quý Châu
- Danh sách đơn vị hành chính cấp hương của Quảng Đông
- Danh sách đơn vị hành chính cấp hương của Quảng Tây
- Danh sách đơn vị hành chính cấp hương của Sơn Đông
- Danh sách đơn vị hành chính cấp hương của Sơn Tây
- Danh sách đơn vị hành chính cấp hương của Thanh Hải
- Danh sách đơn vị hành chính cấp hương của Thiểm Tây
- Danh sách đơn vị hành chính cấp hương của Thiên Tân
- Danh sách đơn vị hành chính cấp hương của Thượng Hải
- Danh sách đơn vị hành chính cấp hương của Trùng Khánh
- Danh sách đơn vị hành chính cấp hương của Tân Cương
- Danh sách đơn vị hành chính cấp hương của Tây Tạng
- Danh sách đơn vị hành chính cấp hương của Tứ Xuyên
- Danh sách đơn vị hành chính cấp hương của Vân Nam